# Emisiones de metano
Las crecientes emisiones de metano son un factor fundamental en el ascenso de la concentración de gases de efecto invernadero en la atmósfera de la Tierra, y son responsables de hasta un tercio del calentamiento global a corto plazo. Durante 2019 alrededor del 60% (360 millones de toneladas) del metano emitido golbalmente provino de actividades humanas, mientras que los orígenes naturales contribuyeron alrededor del 40% (230 millones de toneladas). La reducción de las emisiones de metano mediante su captura y utilización produce beneficios económicos y medioambientales simultáneamente.
Desde la Revolución Industrial las concentraciones de metano en la atmósfera se han más que doblado, y alrededor del 20% del calentamiento que ha experimentado el planeta puede ser atribuido a este gas. Alrededor de un tercio (33%) de las emisiones antropogénicas son por el gas liberado durante la extracción y obtención de combustibles fósiles; mayormente por descargas de gas y fugas desde tanto la infraestructura activa como desde pozos abandonados. El mayor emisor del mundo por petróleo y gas es Rusia. La ganadería representa una fuente de igual tamaño (30%), principalmente por la fermentación entérica de los rumiantes como el ganado y las ovejas. Según la Evaluación Global del Metano publicada en 2021, las emisiones de metano por el ganado son mundialmente la mayor fuente de emisiones agrícolas. una sola vaca puede emitir hasta 100 kilogramos de metano en un año. El metano proveniente de los combustibles fósiles no tiene las mismas características que el metano biogénico (proveniente de los animales). Al respecto de cómo calienta el planeta, el metano biogénico comparte más rasgos con el CO2. Los flujos de aguas residuales humanas, especialmente cuando recorren vertederos y depuradoras, han crecido hasta convertirse en una tercera mayor categoría (18%). La agricultura vegetal, incluyendo tanto la producción de comida como la de biomasa, constituye un cuarto grupo (15%), con la producción de arroz como el mayor contribuyente individual.
Los humedales mundiales contribuyen con alrededor de tres cuartos (75%) de las emisiones naturales de metano. Las filtraciones desde hidrocarburos someros y depósitos de hidratos de gas, los incendios forestales y las emisiones de las termitas completan gran parte del resto. Las contribuciones de las poblaciones supervivientes salvajes de mamíferos rumiantes son muy inferiores a las del ganado y de los humanos.

## Los vertederos de residuos como generadores de emisiones de metano
Los sitios de eliminación y acumulación de basura al aire libre son focos de contaminación para el agua, el suelo y el aire. Sin embargo, existe una limitada información sobre este problema. Por esta razón, una investigación publicada en la revista UNED Journal Research en 2024 evaluó el impacto ambiental, incluyendo las emisiones de metano, de un vertedero al aire libre en Ecuador. Los resultados de la investigación mostraron que el índice global de impacto crítico, con una tasa media de emisión de 858,8 mg/m²/h, fue significativamente superior a la tasa de emisión del suelo circundante, que fue de 133,4 mg/m²/h (p<0,05). Esto subraya la urgencia de identificar alternativas para la gestión sostenible de los vertederos de desechos con el propósito de reducir las tasas de emisión de metano.

## Concentración atmosférica e influencia en el calentamiento
La concentración de metano atmosférico (CH4) está en aumento y superó las 1860 partes por millardo en 2019, lo que hace dos veces y media los niveles preindustriales. El metano mismo causa forzamiento radiativo directo que es la segunda causa solo detrás del dióxido de carbono (CO2). El CH4 puede también aumentar la presencia atmosférica del ozono de breve vida y del vapor de agua, ambos gases de fuertes efectos de calentamiento, dada la interacción con compuestos de oxígeno estumulada por la luz del sol: en investigación atmosférica se denomina a esta amplificación de la influencia a corto plazo en el calentamiento como forzamiento radiativo indirecto. Cuando estas interacciones ocurren, se produce también el CO2 que tiene una vida más larga aunque es menos potente en cuanto a capacidad de calentamiento. Incluyendo tanto el forzamiento directo como el indirecto, el incremento del metano atmosférico es responsable de alrededor de un tercio del calentamiento global a corto plazo.
Aunque el metano cause que más calor quede atrapado que el de una masa similar de dióxido de carbono, menos de la mitad del CH4 emitido permanece en la atmósfera tras una década. Como promedio, el dióxido de carbono calienta durante más tiempo, asumiendo que las tasas de captura de carbono no cambien. El potencial de calentamiento global (GWP) es modo de comparar el calentamiento debido a gases otros que el dióxido de carbono, durante un periodo de tiempo dado. Un GWP20 para el metano de 85 significa que una tonelada de CH4 emitida en la atmósfera crea aproximadamente 85 veces el calentamiento de una tonelada de CO2 durante un periodo de 20 años. En una escala de 100 años, el metano tiene un GWP100 en el rango de 28-34.